# Eunice Olumide
Eunice Olumide MBE (* 6. Oktober 1987 in Edinburgh) ist ein britisch-nigerianisches Model aus Schottland, das sich selbst als „Afro-Schottin“ bezeichnet. Olumide arbeitet in weiteren kreativen Bereichen, so als  Moderatorin, Designerin sowie als Schauspielerin, und sie engagiert sich gesellschaftlich und sozial.

## Biographie

### Herkunft und Ausbildung
Eunice Olumide entstammt einer Familie von afrikanischen Einwanderern. Sie gehört zum Volk der Yoruba und besitzt die britische sowie die nigerianische Staatsbürgerschaft. Ihr Vater Abraham war bei der Royal Navy und in Rosyth in Fife stationiert.  Nachdem sich ihre Eltern getrennt hatten, zog die Mutter Victoria Monie mit den Kindern – Eunice hat einen älteren Bruder – nach Wester Hailes, einem Vorort von Edinburgh mit sozialen Problemen, wo nur wenige Schwarze lebten. Dort machte die dunkelhäutige Eunice erste Erfahrungen mit Rassismus.
Während Olumide schon als Model arbeitete, studierte sie an der Glasgow Caledonian University Communication and Mass Media und schloss das Bachelor-Studium 2004 mit Auszeichnung ab. Sie machte einen Postgraduierten-Abschluss in Filmwissenschaften an der Queen Mary University of London. Mit einem Stipendium ging sie an die University of Pennsylvania und erwarb einen Master in Metaphysik. Sie war das erste Mitglied ihrer Familie, das eine Universität besuchte.

### Beruflicher Werdegang
Im Alter von 15 Jahren wurde Olumide in Glasgow erstmals von einem Modelscout angesprochen. Da sie aber damals keinen Sinn für das Modegeschäft hatte, sondern eher ein „Tomboy“ war, wie sie selbst sagt, habe sie das Angebot nicht ernst genommen, sondern erst später nach weiteren Anfragen.
In der Folge war Eunice Olumide als Model auf dem Laufsteg und bei Fotoshootings tätig. Sie arbeitete für zahlreiche Modemarken und Modedesigner wie Swarovski, Jil Sander, Adidas, Prada, Jean Paul Gaultier, Tom Ford, Vivienne Westwood, Alexander McQueen und Alexander Wang. Fotos von ihr erschienen unter anderem in den Magazinen Dazed and Confused, Harper’s Bazaar, InStyle und verschiedenen nationalen Ausgaben der  Vogue
Als Schauspielerin wirkte Eunice Olumide in einigen Filmen in kleineren Nebenrollen mit, unter anderem in World War Z mit Brad Pitt und The Jacket mit George Clooney sowie in Rogue One: A Star Wars Story. In Absolutely Fabulous: Der Film spielte sie sich selbst. Ihrerseits produzierte sie etwa im Jahre 2012 eine Dokumentation mit dem Regisseur Andy Capper über dessen Film Reincarnated mit Snoop Dogg in der Hauptrolle. Sie trat auf dem Edinburgh Festival Fringe als Stand-up auf und moderiert Veranstaltungen. In London eröffnete sie die Olumide Gallery, eine Kunstgalerie. Sie moderiert Sendungen im Radio wie etwa die BBC-Sendung Music Match, hat auch für Sky gearbeitet und live im Fernsehen von Events berichtet.
2019 produzierte Olumide eine Show für die London Fashion Week. Sie nutzte die Veranstaltung, um auf das Schicksal der sogenannten „Windrush-Generation“, afrokaribischer Einwanderer aus den Jahren 1948 bis 1971, ihre Nachkommen und den Windrush-Skandal aufmerksam zu machen. Deren Papiere, die ihre britische Staatsbürgerschaft hätten nachweisen können, gingen 2010 bei den Behörden verloren. Darauf wurden viele von ihnen unter Premierministerin Theresa May ausgewiesen.
Als Designerin entwarf Eunice Olumide 2012 eine schottisch-afrikanische Modekollektion mit Stoffen aus Afrika und benannte die Kollektion nach ihrer Mutter e:1 ‘Monie‘. 2016 und 2018 arbeitete sie mit mehreren Modefirmen zusammen, darunter für Puma, und entwarf Accessoires wie etwa Brillen. Als Sängerin tourte sie mit The Roots und betätigt sich auch als DJ. 2022 debütierte sie als Comedian beim Edinburgh Festival Fringe in der Show AfroPolitiCool. 2024 wurde ihr Dokumentarfilm Secret Lives über die Anfänge der Hip-Hop-Bewegung in Großbritannien veröffentlicht.

### Gesellschaftliches Engagement
Eunice Olumide spricht in Workshops und vor Jugendgruppen, da ihr selbst früher, wie sie sagt, ein „Role Model“ gefehlt habe, weshalb sie sich damals an US-amerikanischen Schwarzen orientiert habe. Sie aber fühle sich als „Afro-Schottin“: In England sei man immer noch erstaunt, dass jemand beides sein könne, und dort habe sie mit Vorbehalten gegen Schwarze und gegen Schotten zu kämpfen.
Sie ist unter anderem Schirmherrin von Adopt an Intern, einer Non-Profit-Organisation, die Hochschulabsolventen aus allen sozioökonomischen Schichten fördert. Sie unterstützt Wohltätigkeitsorganisationen wie die Children's Hospice Association Scotland, The Well Foundation und Love Music Hate Racism. 2013 wurde sie Botschafterin für Breakthrough Breast Cancer, neben Kate Moss, Twiggy und anderen.
Im Juni 2020 brachte Olumide eine Petition an das schottische Parlament auf den Weg, wonach afro-schottische Geschichte mehr Platz in den Lehrplänen der Schulen finden sollte.

## Persönliches
2018 heiratete Eunice Olumide den ehemaligen britischen Turner Steve Frew, der 2002 Gold bei den Commonwealth Games errang. 2023 ging sie eine zweite Ehe ein.

## Ehrungen
2017 wurde Eunice Olumide für ihre gesellschaftlichen Verdienste von Prinz Charles als Member in den Order of the British Empire aufgenommen. Sie habe, so sagte sie später, mit sich gerungen, ob sie die Auszeichnung annehmen solle. Als Kind afrikanischer Einwanderer aus einer „ziemlich schwierigen Sozialsiedlung“ in Edinburgh sei es ihr unangenehm gewesen, einen Orden anzunehmen, der die Bezeichnung „British Empire“ in sich trage, insbesondere mit Blick auf die britische Beteiligung an der Sklaverei. Ihre Mutter habe sie aber überzeugt, dass die Annahme des Ordens eine Bedeutung habe für die Menschen, für die sie sich engagiere. Sie übergab den Orden an das National Museum of Scotland, wo er gemeinsam mit anderen Gegenständen aus ihrem Leben – wie etwa von ihr entworfene Mode – als Teil der Ausstellung Scotland: A Changing Nation ausgestellt wurde.
Zwei Mal wurde Olumide bei den Scottish Fashion Awards als Model of the Year nominiert. 2013 wurde sie mit der Auszeichnung Best Contribution to Fashion and Media in Scotland geehrt.

## Publikationen
- How to Get into Fashion: A Complete Guide for Models, Creatives and Anyone Interested in the World of Fashion. Luath Press, Edinburgh 2018, ISBN 978-1-912147-73-1.